# Ghenadie Tulbea
Ghenadie Tulbea (né le 3 mars 1979 à Talmaza, Ştefan Vodă, en Moldavie) est un lutteur moldave naturalisé monégasque en 2010, spécialiste de lutte libre dans la catégorie poids mouche. Il a obtenu deux titres européens en 2001 et en 2005 et une médaille d'argent aux Championnats du monde en 2003. Il a représenté la Moldavie aux Jeux olympiques d'été de 2004. Il est installé à Monaco depuis 2010 et il représente depuis la principauté.